# حکیم (خواننده)
عبدالحکیم عبدالصمد کامل معروف به  حکیم (انگلیسی: Hakim؛ ١٩۶٢) خوانده و بازیگر اهل مصر است.